# Alois Glaßner
Alois Glaßner (* 1963 in Kottes, Niederösterreich) ist ein österreichischer Chorleiter, Dirigent und Hochschullehrer. Er war von 2003 bis 2020 Künstlerischer Leiter des Salzburger Bachchores.

## Leben und Werk
Glaßner erhielt seine erste musikalische Ausbildung am Stiftsgymnasium Melk und studierte nach der Matura an der Hochschule für Musik und darstellende Kunst Wien (MDW). Er belegte die Fächer Kirchenmusik, Orgel, Orchesterdirigieren, Komposition und Gesangspädagogik sowie Chorleitung. Bereits 1987, noch während seines Studiums gründete er den Hugo Distler Chor Wien, der sich rasch im Wiener Konzertleben etablieren konnte und zehn Jahre lang bestand. 1988 war er der erste Empfänger des Erwin-Ortner-Preises. 1989/90 studierte er im Rahmen eines Gaststudiums in Stockholm beim renommierten Chorleiter Eric Ericson. Bereits seit 1991 lehrt Glaßner an der MDW.
1993 wurde er als Kirchenmusikdirektor der Wiener Augustinerkirche berufen und gestaltete in zwölf Jahren mehr als 700 Aufführungen der großen Messen der Klassik und Romantik. Als früher Vertreter des Crossover war er 1997 auch mit dem Ensemble Wiener Vokalisten an Franz Koglmanns LP O Moon My Pin-Up beteiligt. Von 1999 bis 2011 leitete er, als Nachfolger von Herwig Reiter, den Webern Kammerchor der MDW, mit dem er Opernproduktionen, CD-Aufnahmen und Tourneen absolvierte, aber auch eine Reihe von A-cappella-Programmen gestaltete. 2002 wurde ihm der Aufbau und die Leitung des neu gegründeten Institutes Anton Bruckner an der MDW übertragen.
2002 verantwortete Alois Glaßner auch erstmals die Choreinstudierung des Salzburger Bachchores für Mozarts c-Moll-Messe bei den Salzburger Festspielen, es spielte das Mozarteumorchester Salzburg, es dirigierte Marc Minkowski. 2003 übernahm er, als Nachfolger von Howard Arman, die künstlerische Leitung dieses Chores. 2004 wurde er zum Professor für Dirigieren der Universität für Musik und darstellende Kunst Wien berufen. Zu seinen Schülern zählen unter anderem Thomas Asanger, Alexander Koller, Helmut Schaumberger und Lydia Trogbacher. 2008 gründete er am Institut Anton Bruckner die Wiener Chorschule, um Studierenden der MDW praktische Erfahrungen in der Chorarbeit zu ermöglichen und um „Kindern und Jugendlichen über das Chorsingen einen wertvollen musikalischen Bildungsweg zu erschließen“, so die Selbstdarstellung der Institution.
Als Dirigent arbeitete Glaßner bislang – neben seinen Chören – u. a. mit dem Symphonieorchester der Volksoper Wien, dem Mozarteumorchester, der Camerata Salzburg und dem Wiener Singverein zusammen. Er ist bekannt „für seine breite Repertoirekenntnis und Stilsicherheit von der Renaissance bis zur Moderne“.

### Salzburger Bachchor
Unter Glaßners Leitung (2003–2020) wurde das Ensemble zum fixen Partner bedeutender Festivals und kümmerte sich intensiv um die Pflege des A-cappella-Gesangs. Das Ensemble trat regelmäßig bei der Internationalen Mozartwoche, den Salzburger Festspielen und den Salzburger Pfingstfestspielen auf und war mehrfach Gast der Salzburger Bachgesellschaft und der Salzburger Kulturvereinigung. Auslandsgastspiele führten den Chor unter anderem zu Festivals nach Griechenland, Rumänien, in die Niederlande und die Türkei, nach Spanien, Frankreich, Italien und in die Schweiz. In Deutschland gastierte das Ensemble im Konzerthaus Berlin, bei den Händel-Festspielen in Halle an der Saale und in Göttingen, beim Musikfest Bremen, im Festspielhaus Baden-Baden und im Mannheimer Rosengarten.
Beim Jazzherbst 2005 konzertierte der Chor mit Dave Brubeck. Am 7. Februar 2009 veranstaltete der Chor im Carabinierisaal der Residenz ein Festkonzert zu seinem 25-jährigen Bestandsjubiläum. Seit 2010 war der Chor jeden Herbst in mehreren A-cappella-Konzerten im Land Salzburg zu hören. Unter einem jährlich wechselnden Thema wurden Werke aus allen Epochen der Musik bis zu jenen lebender Komponisten aufgeführt. Im März 2014 konzertierte der Chor erstmals als Gast des Tonkünstler-Orchesters Niederösterreich im Goldenen Saal des Wiener Musikvereins und im Festspielhaus St. Pölten. Im Dezember 2014 präsentierten Glaßner und sein Ensemble aus Anlass des dreißigjährigen Bestehens die CD Pater noster, eine Reihe von A-cappella-Werken. Fixpunkte des Konzertjahres des Salzburger Bachchores sind die traditionelle Aufführung von Mozarts Mozarts c-Moll-Messe (KV 417) während der Festspiele sowie dessen Requiem in d-Moll (KV 626) im Rahmen des Festivals Dialoge der Internationalen Stiftung Mozarteum um Mozarts Todestag am 5. Dezember.

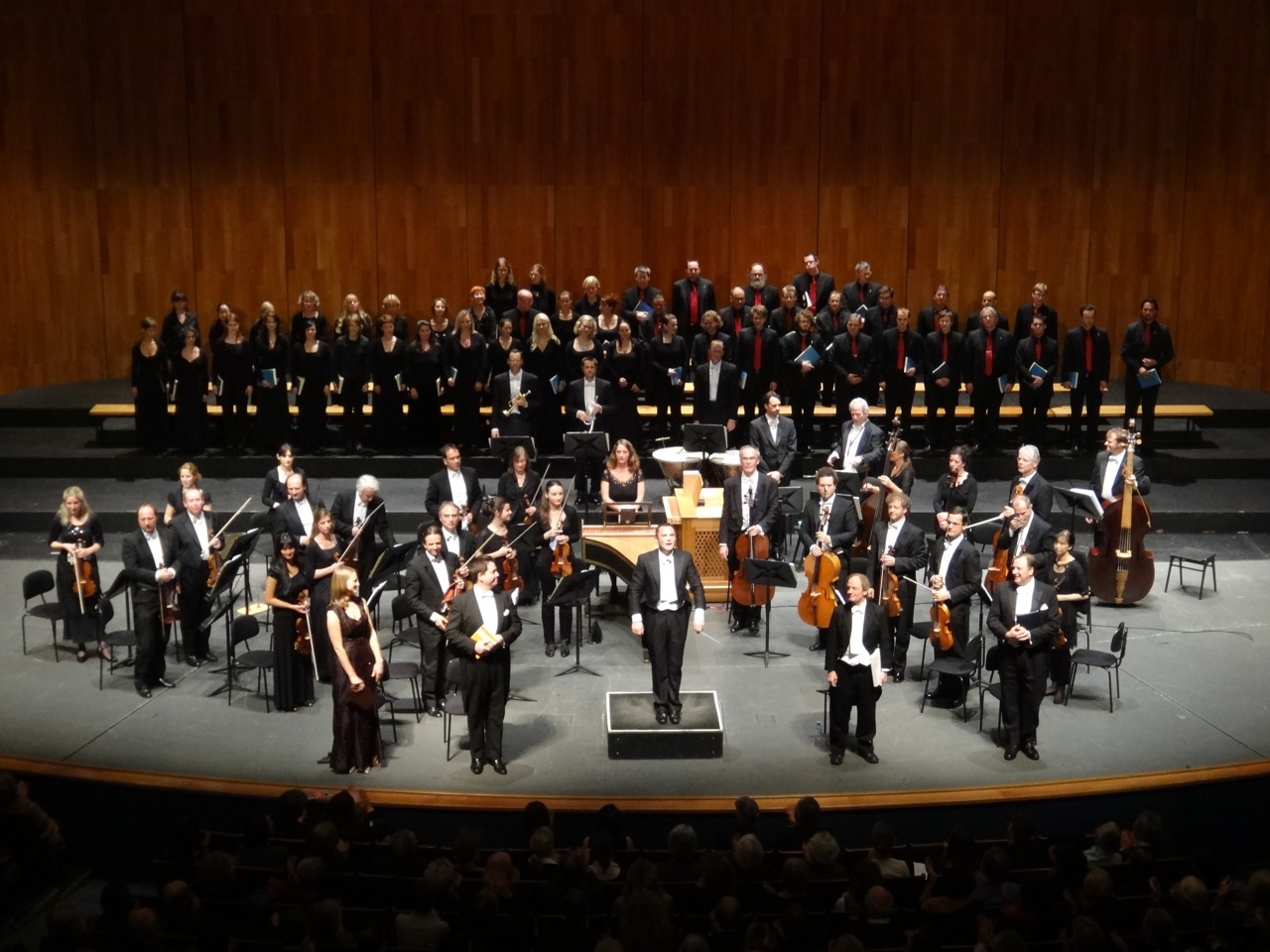
Großes Festspielhaus: Messiah mit dem Mozarteumorchester und dem Salzburger Bachchor, dirigiert von Matthew Halls

Glaßner übernahm bei den Salzburger Festspielen mehrfach Choreinstudierungen für Opern (Idomeneo, Theodora, Labyrinth, Gawain u. a.), aber auch für geistliche und für zeitgenössische Werke, wie 2013 für die Uraufführung der Passion Giordano Bruno für Bassbariton, Sprecher, gemischten Chor und Orchester von Gerhard Wimberger im Rahmen der Mozart-Matineen.

## Auszeichnung
- 1988: Erwin-Ortner-Preis